# Communauté de communes du Triangle Vert
La communauté de communes du Triangle Vert (CCTV ou TV) est une communauté de communes française située dans le département de la Haute-Saône, en Franche-Comté, dans la région administrative Bourgogne-Franche-Comté.
Créée en 2014, elle résulte de la fusion de plusieurs anciennes communautés de communes.

## Historique
L'article 35 de la loi n° 2010-1563 du 16 décembre 2010 « de réforme des collectivités territoriales » prévoit toutefois d'achever et de rationaliser le dispositif intercommunal en France, et notamment d'intégrer la quasi-totalité des communes françaises dans des EPCI à fiscalité propre, dont la population soit normalement supérieure à 5 000 habitants. 
Dans ce cadre, le Schéma départemental de coopération intercommunale de 2011 a prévu la fusion des communautés de communes : 
- du Pays de Saulx,  
- des grands bois 
- des Franches Communes (sauf  Amblans et Genevreuille, qui rejoignent la communauté de communes du pays de Lure), 
et en y rajoutant la commune isolée de Velorcey, afin de former une nouvelle structure regroupant 42 communes et environ 11 200 habitants.
Cette fusion est effective depuis le 1er janvier 2014 et a permis la création, à la place des intercommunalités supprimées, de  la communauté de communes du Triangle Vert,.
Le Triangle vert bénéficie d'une dérogation légale aux principes de la loi portant nouvelle organisation territoriale de la République (Loi NOTRe) du 7 août 2015, qui prévoit que les établissements publics de coopération intercommunale (EPCI) à fiscalité propre doivent avoir un minimum de 15 000 habitants (et 5 000 habitants en zone de montagnes), puisqu'elle dépasse 5 000 habitants tout en ayant une densité inférieure à 30 % de la densité nationale,. Elle n'est donc pas astreinte à fusionner avec d'autres intercommunalités dans le cadre du nouveau  schéma départemental de coopération intercommunale de 2015.
La mise en place de la nouvelle intercommunalité est laborieuse, et le président Bliquez peine à faire approuver par le conseil communautaire ses arbitrages, notamment lors des votes approuvant les budgets et les taux des impôts de l'intercommunalité,,.

## Territoire communautaire

### Composition
En 2025, la communauté de communes est composée des 42 communes suivantes :

| Nom                           | Code Insee | Gentilé        | Superficie (km2) | Population (dernière pop. légale) | Densité (hab./km2) |
| ----------------------------- | ---------- | -------------- | ---------------- | --------------------------------- | ------------------ |
| Saulx (siège)                 | 70478      |                | 15,12            | 875 (2022)                        | 58                 |
| Abelcourt                     | 70001      | Abelcourtois   | 7,46             | 338 (2022)                        | 45                 |
| Adelans-et-le-Val-de-Bithaine | 70004      | Adelanais      | 17,3             | 313 (2022)                        | 18                 |
| Ailloncourt                   | 70007      |                | 9,29             | 306 (2022)                        | 33                 |
| Autrey-lès-Cerre              | 70040      | Autreziens     | 5,48             | 240 (2022)                        | 44                 |
| Betoncourt-lès-Brotte         | 70067      | Betoncourtois  | 3,07             | 114 (2022)                        | 37                 |
| Borey                         | 70077      | Boréens        | 14,5             | 220 (2022)                        | 15                 |
| Bouhans-lès-Lure              | 70081      |                | 9,11             | 273 (2022)                        | 30                 |
| Calmoutier                    | 70111      |                | 14,04            | 268 (2022)                        | 19                 |
| Cerre-lès-Noroy               | 70115      |                | 9,96             | 238 (2022)                        | 24                 |
| Châteney                      | 70140      |                | 2,6              | 63 (2022)                         | 24                 |
| Châtenois                     | 70141      |                | 5,75             | 117 (2022)                        | 20                 |
| Citers                        | 70155      | Citersiens     | 15,17            | 773 (2022)                        | 51                 |
| Colombe-lès-Vesoul            | 70162      | Colombois      | 7,94             | 480 (2022)                        | 60                 |
| Colombotte                    | 70164      | Colombottains  | 4,35             | 67 (2022)                         | 15                 |
| La Creuse                     | 70186      | Creusais       | 5,04             | 72 (2022)                         | 14                 |
| Creveney                      | 70188      |                | 2,44             | 52 (2022)                         | 21                 |
| Dambenoît-lès-Colombe         | 70195      | Dambeneux      | 8,69             | 273 (2022)                        | 31                 |
| Dampvalley-lès-Colombe        | 70199      |                | 6,26             | 119 (2022)                        | 19                 |
| Éhuns                         | 70213      |                | 5,53             | 221 (2022)                        | 40                 |
| Franchevelle                  | 70250      | Franchevollés  | 10,42            | 486 (2022)                        | 47                 |
| Genevrey                      | 70263      |                | 11,97            | 245 (2022)                        | 20                 |
| Lantenot                      | 70294      |                | 8,26             | 362 (2022)                        | 44                 |
| Liévans                       | 70303      | Lievanais      | 4,16             | 154 (2022)                        | 37                 |
| Linexert                      | 70304      |                | 1,99             | 116 (2022)                        | 58                 |
| Mailleroncourt-Charette       | 70322      |                | 10,6             | 279 (2022)                        | 26                 |
| Meurcourt                     | 70344      |                | 11,89            | 343 (2022)                        | 29                 |
| Mollans                       | 70351      | Mollanais      | 13,45            | 236 (2022)                        | 18                 |
| Montjustin-et-Velotte         | 70364      | Montjustinois  | 7,54             | 121 (2022)                        | 16                 |
| Noroy-le-Bourg                | 70390      | Noréens        | 31,78            | 505 (2022)                        | 16                 |
| Pomoy                         | 70416      | Pomisiens      | 7,51             | 198 (2022)                        | 26                 |
| Quers                         | 70432      | Querçois       | 9,93             | 330 (2022)                        | 33                 |
| Rignovelle                    | 70445      | Rignovellois   | 4,37             | 121 (2022)                        | 28                 |
| Sainte-Marie-en-Chaux         | 70470      |                | 2,43             | 161 (2022)                        | 66                 |
| Servigney                     | 70490      |                | 5,78             | 127 (2022)                        | 22                 |
| Vallerois-le-Bois             | 70516      |                | 12,59            | 232 (2022)                        | 18                 |
| Velleminfroy                  | 70537      |                | 6,02             | 296 (2022)                        | 49                 |
| Velorcey                      | 70541      |                | 6,18             | 204 (2022)                        | 33                 |
| La Villedieu-en-Fontenette    | 70555      | Villedieusiens | 9,65             | 167 (2022)                        | 17                 |
| Villers-le-Sec                | 70563      |                | 11,11            | 522 (2022)                        | 47                 |
| Villers-lès-Luxeuil           | 70564      |                | 9,1              | 312 (2022)                        | 34                 |
| Visoncourt                    | 70571      |                | 4,52             | 37 (2022)                         | 8,2                |

### Démographie
| 1968  | 1975  | 1982  | 1990  | 1999  | 2006   | 2011   | 2016   | 2022   |
| ----- | ----- | ----- | ----- | ----- | ------ | ------ | ------ | ------ |
| 7 894 | 7 532 | 8 310 | 9 070 | 9 537 | 10 527 | 11 119 | 11 048 | 10 976 |

## Organisation

### Siège
Le siège de la communauté de communes est à Saulx, 27 Grande rue, au 1er étage de la mairie.

### Élus
La communauté de communes est gérée par un conseil communautaire composé, pour le mandat 2020-2026, de 52 membres représentant chacune des communes membres et répartis en fonction de leur population.
Au terme des élections municipales de 2020 dans la Haute-Saône, le conseil communautaire renouvelé a élu en juillet 2020 son nouveau président, Benjamin Gonzales, maire de Saulx , ainsi que ses vice-présidents, qui sont en 2025 : 
1. Bernard Gaudinet, maire de Lievans, délégué à l'aménagement du territoire ;
2. Hervé Eple, maire de Quers, délégué aux services à la population ;
3. Éric Frechin, maire de Bouhans-lès-Lure, délégué à l'environnement.

### Liste des présidents
| Période      | Période                      | Identité          | Étiquette | Qualité |
| ------------ | ---------------------------- | ----------------- | --------- | --- |
| janvier 2014 | juillet 2020                 | Raymond Bilquez   | LR        | Maire de Franchevelle (2001 → ) Président de l'ex-CC des Franches Communes ( ? → 2013) Vice-président du SIED-70 (2014 → ) Réélu pour le mandat 2014-2020 |
| juillet 2020 | En cours (au 3 juillet 2025) | Benjamin Gonzales |           | Maire de Saulx (2020 → ) |

### Compétences
La communauté de communes exerce les compétences qui lui ont été transférées par les communes membres, dans les condtions déterminées par le code général des collectivités territoriales.
Depuis 2022, il s'agit de : 
- Aménagement de l'espace : schéma de cohérence territoriale,  plan local d'urbanisme et document d'urbanisme en tenant lieu et carte communale ;
- Développement économique : zones d'activité, politique locale du commerce et soutien aux collectivités commerciales d'intérêt communautaire ; promotion du tourisme, dont la création d'offices de tourisme sans préjudice de l'animation touristique, une compétence partagée avec les communes ;
- Gestion des milieux aquatiques et prévention des inondations (GEMAPI) :
- Aires d'accueil des gens du voyage ;
- Collecte et traitement des déchets des ménages et déchets assimilés ;
- Protection et mise en valeur de l'environnement, le cas échéant dans le cadre de schémas départementaux et soutien aux actions de maîtrise de la demande d'énergie ;
- Politique du logement et du cadre de vie ;
- Voirie ;
- Équipements culturels et sportifs d'intérêt communautaire et équipements de l'enseignement préélémentaire et élémentaire reconnus d'intérêt communautaire ;
- Action sociale d'intérêt communautaire ;
- Participation à une convention France Services ;
- Assainissement non collectif (SPANC) ;
- Programmation et promotion culturelle communautaire et participation à l'accueil des événements culturels à rayonnement communautaire ;
- Insertion par l'emploi : adhésion et cotisations pour le compte des communes membres aux Missions Locales de Lure/Luxeuil/Champagney et Vesoul, associations et entreprises d'insertion ;
- Soutien technique et administratif ponctuel aux communes membres y compris gestion du personnel sur décision du conseil communautaire. ;
- Petite enfance : construction, entretien, fonctionnement d'équipements d'accueil à destination de la petite enfance et gestion du service.

### Régime fiscal et budget
La Communauté de communes est un établissement public de coopération intercommunale à fiscalité propre.
Afin de financer l'exercice de ses compétences, l'intercommunalité perçoit la fiscalité professionnelle unique (FPU) – qui a succédé à la taxe professionnelle unique (TPU) – et assure une péréquation de ressources entre les communes résidentielles et celles dotées de zones d'activité.
Elle ne reverse pas de dotation de solidarité communautaire (DSC) à ses communes membres.
En 2025, l'intercommunalité a perçu 573 659 € de dotation globale de fonctionnement, soit 51,31 € par habitant.

## Réalisations
Conformément aux dispositions légales, une communauté de communes a pour objet d'associer des « communes au sein d'un espace de solidarité, en vue de l'élaboration d'un projet commun de développement et d'aménagement de l'espace ».
Santé
L'ex-communauté de communes du Pays de Saulx a créé en octobre 2012 la maison de santé de Saulx afin de lutter contre la désertification médicale du secteur induite par le départ à la retraite de deux médecins. Son développement a été poursuivi par le Triangle Vert et, en 2016, elle s'étend sur 825 m² et regroupe en 2016 18 professionnels de santé de dix spécialités différentes. Son influence s’étend, selon les spécialités, potentiellement de Vesoul jusqu’à Luxeuil-les-Bains (soit un bassin de population de 10 000 habitants).